# World RX de Suecia 2019
El World RX de Suecia 2019, oficialmente Swecon World RX of Sweden fue la sexta prueba de la Temporada 2019 del Campeonato Mundial de Rallycross. Se celebró del 6 al 7 de junio de 2019 en el Höljesbanan ubicado en la localidad de Höljes, Värmland, Suecia.
La prueba fue ganada por Sebastian Eriksson quien consiguió la primera victoria de su carrera a bordo de su Ford Fiesta, Kevin Hansen término en segundo lugar en su Peugeot 208 y Reinis Nitišs finalizó tercero con su Hyundai i20.
En el RX2 International Series, el noruego Ben-Philip Gundersen consiguió su primera victoria de la temporada, fue acompañado en el podio por el sueco Linus Ostlund y el finlandés Jesse Kallio. 

## Supercar

### Series
| Pos.            | No. | Piloto              | Equipo                          | Auto                | Q1  | Q2  | Q3  | Q4  | Pts |
| --------------- | --- | ------------------- | ------------------------------- | ------------------- | --- | --- | --- | --- | --- |
| 1               | 13  | Andreas Bakkerud    | Monster Energy RX Cartel        | Audi S1             | 1º  | 12º | 1º  | 9º  | 16  |
| 2               | 93  | Sebastian Eriksson  | Olsbergs MSE                    | Ford Fiesta         | 11º | 9º  | 8º  | 1º  | 15  |
| 3               | 71  | Kevin Hansen        | Team Hansen MJP                 | Peugeot 208         | 4º  | 17º | 3º  | 3º  | 14  |
| 4               | 15  | Reinis Nitišs       | GRX Set                         | Hyundai i20         | DNF | 1º  | 5º  | 4º  | 13  |
| 5               | 21  | Timmy Hansen        | Team Hansen MJP                 | Peugeot 208         | 20º | 4º  | 2º  | 6º  | 12  |
| 6               | 68  | Niclas Grönholm     | GRX Taneco Team                 | Hyundai i20         | 3º  | 19º | 4º  | 5º  | 11  |
| 7               | 24  | Kevin Abbring       | ES Motorsport-Labas GAS         | Škoda Fabia         | 17º | 3º  | 14º | 2º  | 10  |
| 8               | 14  | Rokas Baciuška      | GCK Academy                     | Renault Mégane R.S. | 6º  | 16º | 10º | 7º  | 9   |
| 9               | 92  | Anton Marklund      | GC Kompetition                  | Renault Mégane R.S. | 12º | 5º  | 7º  | 18º | 8   |
| 10              | 6   | Jānis Baumanis      | Team STARD                      | Ford Fiesta         | 5º  | 21º | 12º | 8º  | 7   |
| 11              | 196 | Kevin Eriksson      | Olsbergs MSE                    | Ford Fiesta         | 9º  | 10º | 9º  | 19º | 6   |
| 12              | 22  | Jere Kalliokoski    | Team STARD                      | Ford Fiesta         | 7º  | 18º | 13º | 13º | 5   |
| 13              | 18  | Jonathan Pailler    | Jonathan Pailler                | Peugeot 208         | 16º | 11º | 17º | 12º | 4   |
| 14              | 36  | Guerlain Chicherit  | GC Kompetition                  | Renault Mégane R.S. | 21º | 2º  | 16º | 20º | 3   |
| 15              | 33  | Lian Doran          | Monster Energy RX Cartel        | Audi S1             | 13º | 20º | 15º | 10º | 2   |
| 16              | 20  | Fabien Pailler      | Fabien Pailler                  | Peugeot 208         | 14º | 8º  | 23º | 17º | 1   |
| 17              | 123 | Krisztián Szabó     | EKS Sport                       | Audi S1             | 8º  | 15º | 22º | 21º |     |
| 18              | 64  | Kjetil Larsen       | Hedströms Motorsport            | Volkswagen Polo     | 18º | 14º | 20º | 15º |     |
| 19              | 96  | Guillaume De Ridder | GCK Academy                     | Renault Clio R.S.   | 22º | DNF | 6º  | 14º |     |
| 20              | 113 | Cyril Raymond       | GCK Academy                     | Renault Clio R.S.   | 10º | 13º | 19º | DNF |     |
| 21              | 85  | Philip Gehrman      | Bridgestone Motorsport          | Volkswagen Polo     | 23º | DNF | 11º | 11º |     |
| 22              | 42  | Oliver Bennett      | Oliver Bennett                  | Mini Cooper         | DNF | DNF | 18º | 16º |     |
| 23              | 44  | Timo Scheider       | All-Inkl.com Münnich Motorsport | SEAT Ibiza          | 15º | 6º  | 21º | DSQ |     |
| 24              | 7   | Timur Timerzyanov   | GRX Taneco Team                 | Hyundai i20         | 2º  | 22º | DSQ | DNF |     |
| 25              | 72  | Ulrik Linnemann     | Olsbergs MSE                    | Honda Civic         | 19º | 7º  | DSQ | DSQ |     |
| Reporte Oficial |     |                     |                                 |                     |     |     |     |     |     |

### Semifinales
Semifinal 1
| Pos.            | No. | Piloto           | Equipo                   | Tiempo    | Pts |
| --------------- | --- | ---------------- | ------------------------ | --------- | --- |
| 1               | 71  | Kevin Hansen     | Team Hansen MJP          | 04:29.963 | 6   |
| 2               | 21  | Timmy Hansen     | Team Hansen MJP          | +1.530    | 5   |
| 3               | 24  | Kevin Abbring    | ES Motorsport-Labas GAS  | +1.761    | 4   |
| 4               | 92  | Anton Marklund   | GC Kompetition           | +3.497    | 3   |
| 5               | 196 | Kevin Eriksson   | Olsbergs MSE             | +7.672    | 2   |
| 6               | 13  | Andreas Bakkerud | Monster Energy RX Cartel | +46.389   | 1   |
| Reporte Oficial |     |                  |                          |           |     |

Semifinal 2
| Pos.            | No. | Piloto             | Equipo          | Tiempo    | Pts |
| --------------- | --- | ------------------ | --------------- | --------- | --- |
| 1               | 93  | Sebastian Eriksson | Olsbergs MSE    | 04:28.737 | 6   |
| 2               | 68  | Niclas Grönholm    | GRX Taneco Team | +0.622    | 5   |
| 3               | 15  | Reinis Nitišs      | GRX Set         | +3.741    | 4   |
| 4               | 6   | Jānis Baumanis     | Team STARD      | +14.933   | 3   |
| 5               | 22  | Jere Kalliokoski   | Team STARD      | +40.332   | 2   |
| 6               | 14  | Rokas Baciuška     | GCK Academy     | +1 Vuelta | 1   |
| Reporte Oficial |     |                    |                 |           |     |

### Final
| Pos.            | No. | Piloto             | Equipo                  | Tiempo    | Pts |
| --------------- | --- | ------------------ | ----------------------- | --------- | --- |
| 1               | 93  | Sebastian Eriksson | Olsbergs MSE            | 04:26.658 | 8   |
| 2               | 71  | Kevin Hansen       | Team Hansen MJP         | +0.338    | 5   |
| 3               | 15  | Reinis Nitišs      | GRX Set                 | +4.331    | 4   |
| 4               | 24  | Kevin Abbring      | ES Motorsport-Labas GAS | +20.110   | 3   |
| 5               | 68  | Niclas Grönholm    | GRX Taneco Team         | +21.522   | 2   |
| 6               | 21  | Timmy Hansen       | Team Hansen MJP         | +45.860   | 1   |
| Reporte Oficial |     |                    |                         |           |     |

## RX2 International Series

### Series
| Pos.            | No. | Piloto               | Equipo                     | Q1  | Q2  | Q3  | Q4  | Pts |
| --------------- | --- | -------------------- | -------------------------- | --- | --- | --- | --- | --- |
| 1               | 16  | Oliver Eriksson      | Olsbergs MSE               | 1º  | 3º  | 20º | 1º  | 16  |
| 2               | 47  | Jesse Kallio         | Olsbergs MSE               | 19º | 1º  | 2º  | 2º  | 15  |
| 3               | 55  | Vasiliy Gryazin      | Sport Racing Technologies  | 9º  | 12º | 3º  | 4º  | 14  |
| 4               | 35  | Fraser McConnel      | Olsbergs MSE               | 2º  | 19º | 4º  | 6º  | 13  |
| 5               | 18  | Linus Ostlund        | Olsbergs MSE               | 15º | 13º | 5º  | 3º  | 12  |
| 6               | 2   | Ben-Philip Gundersen | JC Raceteknik              | 7º  | 5º  | 18º | 5º  | 11  |
| 7               | 60  | Martin Enlund        | Martin Enlund              | 3º  | 17º | 6º  | 12º | 10  |
| 8               | 111 | Mats Oskarsson       | Mats Oskarsson             | 8º  | 14º | 9º  | 7º  | 9   |
| 9               | 22  | Sami-Matti Trogen    | Set Promotion              | 10º | 4º  | 13º | 11º | 8   |
| 10              | 6   | William Nilsson      | JC Raceteknik              | 6º  | 10º | 15º | 8º  | 7   |
| 11              | 90  | Jimmie Walfridson    | JC Raceteknik              | DNF | 2º  | 10º | 9º  | 6   |
| 12              | 52  | Simon Olofsson       | Simon Olofsson             | 11º | 7º  | 8º  | 19º | 5   |
| 13              | 12  | Anders Michalak      | Anders Michalak            | 12º | 6º  | 19º | 10º | 4   |
| 14              | 99  | Marcus Hoglund       | Marcus Hoglund             | DNF | 11º | 1º  | DNF | 3   |
| 15              | 65  | Jami Kalliomäki      | Set Promotion              | 13º | 16º | 7º  | 14º | 2   |
| 16              | 98  | Stein Frederic Akre  | Stein Frederic Akre        | 5º  | 15º | 17º | 15º | 1   |
| 17              | 77  | Steven Volders       | National Renstal Trommelke | 14º | 9º  | 12º | 17º |     |
| 18              | 27  | Petter Leirhol       | Petter Leirhol             | 4º  | 8º  | DNF | 20º |     |
| 19              | 11  | Morten Asklund       | Morten Asklund             | 18º | 18º | 11º | 13º |     |
| 20              | 33  | Lars Erik Haug       | Lars Erik Haug             | 16º | 20º | 14º | 16º |     |
| 21              | 66  | Albert Llovera       | Albert Llovera             | 17º | 21º | 16º | 18º |     |
| Reporte Oficial |     |                      |                            |     |     |     |     |     |

### Semifinales
Semifinal 1
| Pos.            | No. | Piloto            | Equipo                    | Tiempo    | Pts |
| --------------- | --- | ----------------- | ------------------------- | --------- | --- |
| 1               | 18  | Linus Ostlund     | Olsbergs MSE              | 04:52.105 | 6   |
| 2               | 22  | Sami-Matti Trogen | Set Promotion             | +1.611    | 5   |
| 3               | 55  | Vasiliy Gryazin   | Sport Racing Technologies | +2.151    | 4   |
| 4               | 60  | Martin Enlund     | Martin Enlund             | +2.405    | 3   |
| 5               | 90  | Jimmie Walfridson | JC Raceteknik             | +2.822    | 2   |
| 6               | 16  | Oliver Eriksson   | Olsbergs MSE              | +3.296    | 1   |
| Reporte Oficial |     |                   |                           |           |     |

Semifinal 2
| Pos.            | No. | Piloto               | Equipo         | Tiempo    | Pts |
| --------------- | --- | -------------------- | -------------- | --------- | --- |
| 1               | 2   | Ben-Philip Gundersen | JC Raceteknik  | 04:46.601 | 6   |
| 2               | 47  | Jesse Kallio         | Olsbergs MSE   | +0.680    | 5   |
| 3               | 35  | Fraser McConnel      | Olsbergs MSE   | +2.033    | 4   |
| 4               | 111 | Mats Oskarsson       | Mats Oskarsson | +4.140    | 3   |
| 5               | 52  | Simon Olofsson       | Simon Olofsson | +9.903    | 2   |
| 6               | 6   | William Nilsson      | JC Raceteknik  | +15.054   | 1   |
| Reporte Oficial |     |                      |                |           |     |

### Final
| Pos.            | No. | Piloto               | Equipo                    | Tiempo    | Pts |
| --------------- | --- | -------------------- | ------------------------- | --------- | --- |
| 1               | 2   | Ben-Philip Gundersen | JC Raceteknik             | 04:44.012 | 8   |
| 2               | 18  | Linus Ostlund        | Olsbergs MSE              | +0.671    | 5   |
| 3               | 47  | Jesse Kallio         | Olsbergs MSE              | +2.046    | 4   |
| 4               | 22  | Sami-Matti Trogen    | Set Promotion             | +3.789    | 3   |
| 5               | 35  | Fraser McConnel      | Olsbergs MSE              | +5.025    | 2   |
| 6               | 55  | Vasiliy Gryazin      | Sport Racing Technologies | +9.084    | 1   |
| Reporte Oficial |     |                      |                           |           |     |

## Campeonatos tras la prueba
| Pos | Piloto           | Pts | Dif |
| --- | ---------------- | --- | --- |
| 1   | Kevin Hansen     | 131 |     |
| 2   | Timmy Hansen     | 125 | +6  |
| 3   | Andreas Bakkerud | 109 | +22 |
| 4   | Niclas Grönholm  | 96  | +35 |
| 5   | Jānis Baumanis   | 89  | +42 |

| Pos | Piloto               | Pts | Dif |
| --- | -------------------- | --- | --- |
| 1   | Oliver Eriksson      | 136 |     |
| 2   | Jesse Kallio         | 122 | +14 |
| 3   | Fraser McConnel      | 100 | +36 |
| 4   | Ben-Philip Gundersen | 99  | +37 |
| 5   | Sami-Matti Trogen    | 83  | +53 |

- Nota: Solamente se incluyen las cinco posiciones principales.